# C-Bo
C-Bo (* 14. Januar 1974 in Sacramento, Kalifornien als Shawn Thomas), oft auch als C-BO stilisiert, ist ein US-amerikanischer Rapper der Stilrichtungen Westcoast-Hip-Hop, Gangsta-Rap und G-Funk. Er war wegen seiner Konflikte mit der Justiz mehrfach in den Schlagzeilen und wurde als einer der ersten Rapper wegen seiner Liedtexte verhaftet.

## Biografie
C-Bo begann seine Musikkarriere 1993 mit seinem Debütalbum Gas Chamber (englisch für „Gaskammer“). Es folgten 1994 die EP The Autopsy („Die Obduktion“) und 1995 der zweite Langspieler Tales from the Crypt („Erzählungen aus der Gruft“). Wie die Titel der Werke bereits zeigen, behandelten seine Texte zu dieser Zeit vor allem morbide Themen, wie sie für den Stil des Horrorcore üblich sind.
Nachdem C-Bo sich mit dem letztgenannten Album erstmals in den Billboard 200 platzieren konnte, wandelte sich sein Stil leicht. Zwar waren die Texte immer noch explizit, er schrieb jedoch nun mehr über das Leben als Mitglied einer Gang, wie es im Gangsta-Rap gängig ist. Damit verarbeitete er seine persönlichen Erfahrungen, da er bereits seit seiner Kindheit Teil der Straßenbande Crips war. 

### Erste Verhaftungen
C-Bo wurde daher auch während der 1990er Jahre mehrfach verhaftet, da er kriminellen Aktivitäten wie dem Drogenhandel nachging. 1994 war er außerdem an einem Vorfall beteiligt, bei dem eine Person starb. Er selbst war anwesend und feuerte einen Schuss in die Luft ab, wofür er 1996 zu zwei Jahren Gefängnis verurteilt wurde.
1997 wurde er auf Bewährung entlassen, mit der Auflage in seinen Raps die Lebensführung als Gangmitglied nicht zu glorifizieren und auch sonst keine Texte zu verwenden, die sich gegen die Exekutive richteten. Laut eigener Aussage stimmte er diesen Bedingungen nur zu, weil er annahm, dass diese nicht haltbar seien. Mehrere Einsprüche dagegen scheiterten vor Gericht jedoch. Dies wurde zum Problem, da am 21. Februar 1998 sein nächstes Album Til My Casket Drops erscheinen sollte, auf dem er unter anderem das kalifornische Three-strikes-Gesetz kritisierte und zahlreiche Anspielungen auf seine Gangmitgliedschaft machte.
Tatsächlich wurde er nach Veröffentlichung des Werks wegen drei Verstößen gegen seine Bewährungsauflagen verhaftet: zum einen die bereits erwähnten Liedtexte auf Til My Casket Drops, zum anderen wegen einer Fahrt nach San Francisco, die gegen die Auflage verstieß, sich nicht weiter als 50 Meilen von Sacramento zu entfernen und C-Bos Weigerung seinem Bewährungshelfer die Verträge und Liedtexte, die während der Arbeit an Til My Casket Drops anfielen, zur Verfügung zu stellen. Das Vorgehen der Justiz sorgte für Aufsehen, da mehrere Anwälte zum Ausdruck brachten, dass Bewährungsauflagen dieser Art gegen den 1. Zusatzartikel zur Verfassung der Vereinigten Staaten, der die Redefreiheit garantiert, verstoßen könnten.
Wenige Tage danach wurden die Vorwürfe, die sich auf die Liedtexte bezogen, fallen gelassen und C-Bo sollte aus dem Gefängnis entlassen werden. Jedoch fiel ein routinemäßig vorgenommener Drogentest positiv auf Marihuana aus, so dass er zwei weitere Monate hinter Gittern verbringen musste.

### Kommerzielle Erfolge
Die Aufmerksamkeit nutzte dem kommerziellen Erfolg C-Bos, so verkaufte sich Til My Casket Drops deutlich stärker als seine Vorgänger. In der ersten Woche wurden mehr als 30.000 Exemplare abgesetzt, was das Album 1998  auf Platz 41 der US-Albumcharts brachte.
Später im Jahr 1998 musste er sich erneut vor Gericht verantworten, dieses Mal wegen mehrerer, aus dem Jahr 1996 stammender Anklagen wegen Drogenhandels und unerlaubten Waffenbesitzes. Dabei sorgte er erneut für Schlagzeilen, da er seine Verteidigung rappend vortrug. Der Richter verurteilte C-Bo schließlich zu einer Bewährungsstrafe, mit der Auflage, die Behörden bei einer Werbung gegen Verbrechen rappenderweise zu unterstützen.
In der Folge veröffentlichte C-Bo zahlreiche weitere Alben, teilweise erschienen mehrere innerhalb eines Jahres. Einige davon konnten sich auch für wenige Wochen in den Billboard 200 halten, an die Verkaufszahlen von Til My Casket Drops konnte er jedoch nicht mehr anknüpfen. 

### Ausklang der Mainstreamkarriere
Nach The Mobfather von 2003 hatte er im Mainstream keinen Erfolg mehr, dennoch gelangten Alben wie Money to Burn von 2006 und West Side Ryders IV: World Wide Mob von 2008 noch in Spartencharts wie die „Independent Albums“ und „Top R&B/Hip-Hop Albums“ des Billboard-Magazins.
Nach 2008 ließ schließlich der Output C-Bos stark nach und seine Werke erschienen nun in mehrjährigen Abständen.

## Diskografie

### Alben
- 1993: Gas Chamber
- 1995: Tales from the Crypt
- 1997: One Life 2 Live
- 1998: Til My Casket Drops
- 1999: The Final Chapter
- 1999: C-Bo′s Mob Figaz
- 2000: Enemy of the State
- 2001: Blocc Movement (gemeinsam mit Brotha Lynch Hung)
- 2001: Life as a Rider
- 2002: West Coast Mafia
- 2002: Desert Eagle
- 2003: C-Bo′s West Side Ryders
- 2003: The Mobfather
- 2004: Bulletproof
- 2005: C-Bo′s West Side Ryders II
- 2006: The Moment of Truth (gemeinsam mit Killa Tay)
- 2006: Money to Burn
- 2006: 100 Racks in My Backpack
- 2007: West Side Ryders III: The Southeast Connection
- 2008: West Side Ryders IV: World Wide Mob
- 2008: Tradin′ War Stories
- 2012: Cali Connection
- 2012: Orca
- 2015: The Mobfather II
- 2017: The Problem
- 2019: The Book of C-Bo

### Kompilationen
- 1995: The Best of C-Bo
- 2001: C-Bo's Best Appearances '91-'99
- 2004: Lost Sessions
- 2005: The Greatest Hits
- 2007: West Coast Classics

### Singles
- 1998: Money by the Ton
- 1999: See Me
- 2000: Get The Money

### EPs
- 1994: The Autopsy

### Videoalben
- 2003: Live and Uncut